# 2024 en Syrie
Chronologie de la Syrie
- 2020
- 2021
- 2022
- 2023
- 2024
- 2025
- 2026
- 2027
- 2028

Cette page concerne des événements qui se sont produits durant l'année 2024 du calendrier grégorien en Syrie.

## Événements

### Janvier
- 20 janvier : assassinat de Sadegh Omidzadeh : Israël lance quatre roquettes contre un immeuble résidentiel à Damas, tuant quatre membres du Corps des gardiens de la révolution islamique (IRGC) et une autre personne[1].

### Février
- 1er février : selon des responsables américains, des plans américains sont approuvés pour des frappes de plusieurs jours en Irak et en Syrie contre de multiples cibles, y compris du personnel et des installations iraniennes[2].
- 2 février : les États-Unis lancent des frappes aériennes de représailles contre les milices soutenues par l'Iran en Irak et en Syrie, en réponse à une attaque qui a tué trois soldats américains en Jordanie[3].
- 5 février : une attaque de drone contre une base militaire américaine dans le gouvernorat de Deir ez-Zor tue sept combattants des Forces démocratiques syriennes et en blesse 18 autres. La Résistance islamique en Irak revendique la responsabilité de l'attaque[4].
- 25 février : Deux membres du Hezbollah sont tués par une frappe israélienne à Qousseir[5].

### Mars
- 1er mars : une frappe aérienne israélienne à Banias tue trois personnes, dont un commandant de terrain du CGRI[6].
- 16 mars : Au moins 16 chasseurs de truffes, dont neuf femmes, sont tués par l'explosion d'une mine terrestre dans le nord de Raqqa. La mine aurait été posée par l'État islamique[7].
- 17 mars : Israël lance des frappes aériennes dans le sud de la Syrie. L'agence de presse officielle syrienne SANA rapporte que les frappes ont fait un blessé parmi les soldats et peu de "pertes matérielles"[8].
- 26 mars : les Forces de défense israéliennes (FDI) bombardent la Syrie, tuant un officier de la force Al-Qods et 15 autres militants[9].
- 29 mars : une frappe aérienne israélienne visant l'aéroport international d'Alep tue 36 à 38 soldats syriens et six combattants du Hezbollah. Cet incident constitue l'attaque israélienne la plus meurtrière contre la Syrie depuis 2021[10].

### Avril
- 1er avril : une frappe aérienne israélienne ciblant l'ambassade iranienne à Damas tue huit membres du CGRI, dont le général de brigade Mohammad Reza Zahedi[11].
- 6 avril : sept enfants sont tués dans le gouvernorat de Deraa lorsqu'une bombe placée au bord d'une route explose[12].
- 19 avril : des missiles qui auraient été tirés par l'armée israélienne auraient touché des sites près de la ville iranienne d'Ispahan, des sites en Irak et des sites radar en Syrie[13].

### Mai
- 2 mai : plusieurs personnes sont blessées lors de frappes aériennes israéliennes présumées sur Damas, les premières depuis l'attaque du consulat iranien en avril[14].
- 25 mai : une personne est tuée dans un attentat à la voiture piégée à Mazzeh, à Damas[15].

### Juin
- 6 juin : un autobus scolaire tombe dans la rivière Oronte près de Darkouch, dans le gouvernorat d'Idleb, tuant au moins six enfants[16].
- 11 juin : Les forces de sécurité irakiennes (en), en coopération avec les forces de la coalition dirigée par les États-Unis, tuent Abu Zainab, un haut responsable de l'État islamique à Raqqa[17].
- 12 juin : seize soldats syriens, dont un officier, sont tués dans le gouvernorat de Homs dans un champ de mines posé par des militants de l'État islamique et lors d'une attaque de l'État islamique[18].
- 18 juin : une frappe aérienne israélienne tue un officier de l'armée syrienne dans le sud de la Syrie[19].
- 20 juin : un tribunal suédois acquitte l'ancien général de l'armée syrienne Mohammed Hamo (en), accusé d'avoir aidé et encouragé à commettre des crimes contre le droit international pendant la guerre civile syrienne[20].

### Juillet
- 1er juillet : sept personnes sont tuées après que des manifestations anti-turques ont éclaté dans le nord de la Syrie occupée par la Turquie (en), à la suite d'émeutes anti-syriennes en Turquie la veille[21].
- 3 juillet : Des enquêteurs en Allemagne et en Suède ont arrêté huit suspects alliés au gouvernement du président syrien Bachar el-Assad pour leur participation présumée à des crimes contre l'humanité en Syrie[22].
- 4 juillet : L'État islamique tue huit personnes, dont deux civils, dans une embuscade contre des miliciens pro-gouvernementaux dans le désert de Badiya[23].
- 5 juillet : Luna al-Shibl, conseillère spéciale du président Assad et directrice de ses bureaux politiques et médiatiques, décède des suites de ses blessures subies dans un accident de voiture le 2 juillet[24].
- 9 juillet : Le Hezbollah lance des dizaines de roquettes sur le plateau du Golan occupé par Israël, tuant deux israéliens[25].
- 14 juillet : Un soldat syrien est tué et trois autres sont blessés lors de frappes aériennes israéliennes sur le district de Kafr Sousa (en) à Damas et dans d'autres zones du sud de la Syrie[26].
- 15 juillet :
  - Élections législatives syriennes de 2024[27].
  - Muhammad Baraa Katerji, un homme d'affaires qui est également un associé du président Bachar el-Assad, est tué avec son assistant dans une frappe de drone israélienne près d'Al-Sabboura (en)[28],[29].
- 16 juillet : L'ancien gouverneur du gouvernorat de Deir ez-Zor et directeur de la prison d'Adra, Samir Ousman al-Sheikh, est arrêté par le FBI à Los Angeles, en Californie, après avoir été accusé d'avoir torturé et tué des dissidents politiques alors qu'il était directeur et gouverneur de la prison[30].
- 26 juillet : L'Italie nomme un ambassadeur en Syrie après 12 ans, devenant ainsi le premier pays du G7 à le faire depuis la guerre civile syrienne[31].

### Août
- 12 août :
  - Dix-huit miliciens pro-gouvernementaux sont tués lors d'une attaque menée par le Conseil militaire de Deir ez-Zor, affilié aux Forces démocratiques syriennes, dans le gouvernorat de Deir ez-Zor[32].
  - Un tremblement de terre de magnitude 5,0 frappe le gouvernorat de Hama, tuant une personne[33].
- 23 août : Abu Abdul Rahman Makki, un haut dirigeant du groupe Hurras al-Din lié à Al-Qaïda, est tué lors d'une frappe aérienne à Jabal Zawiya (en), dans le gouvernorat d'Idleb[34].
- 24 août : la Turquie et la Russie reprennent leurs patrouilles conjointes dans certaines parties du nord de la Syrie couvertes par l'opération Source de paix pour la première fois depuis octobre 2023[35].

### Septembre
- 9 septembre : Au moins 25 personnes sont tuées et plus de 40 autres blessées lors de frappes israéliennes nocturnes contre des centres de recherche iraniens à Masyaf[36] et dans les gouvernorats de Tartous et de Hama[37].
- 14 septembre : Le président Assad nomme l'ancien ministre des Communications Mohammad Ghazi al-Jalali au poste de Premier ministre[38].
- 17 septembre : Au moins sept personnes sont tuées en Syrie lors d'explosions simultanées de téléavertisseurs utilisés principalement par des membres du Hezbollah en Syrie et au Liban[39].
- 22 septembre :
  - Trois enfants sont tués et un quatrième enfant de la même famille est blessé lorsqu'une mine terrestre dans un sac en plastique explose près d'un parc à Manbij, dans le gouvernorat d'Alep[40].
  - Les Kataeb Hezbollah annoncent qu'Abou Haidar al-Khafaji, un haut commandant du groupe, est tué à Damas et accusent Israël d'être responsable de l'attaque[41].
- 24 septembre : Trente-sept militants appartenant à l'État islamique et à Hurras al-Din sont tués lors de deux frappes aériennes américaines distinctes dans le nord-ouest du pays[42].
- 26 septembre : Plus de 22 000 résidents du Liban auraient traversé la frontière vers la Syrie pour échapper aux frappes aériennes israéliennes en cours et à une éventuelle escalade du conflit[43].
- 27 septembre : Israël lance une frappe aérienne contre un poste de l'armée syrienne près de Kfeir Yabous (en), tuant cinq soldats et en blessant un autre[44].
- 30 septembre : Douze combattants pro-iraniens sont tués dans des frappes aériennes d'origine inconnue dans le gouvernorat de Deir ez-Zor[45].

### Octobre
- 1er octobre : L'armée syrienne intercepte plusieurs drones et missiles à Damas. Certains explosent dans le quartier de Mezzeh, tuant trois personnes et en blessant neuf autres[46].
- 9 octobre : L'entrepreneuse Jin Davod reçoit le prix Nansen pour les réfugiés décerné par le Haut Commissariat des Nations unies pour les réfugiés, récompensant son travail visant à mettre en relation les survivants de traumatismes avec des thérapeutes[47].
- 20 octobre : Les martyrs de Damas, huit frères franciscains et trois frères maronites tués en raison de leur religion dans la Syrie sous domination ottomane en 1860, sont canonisés comme saints de l'Église catholique romaine par le pape François[48].
- 28 octobre : Au moins 35 militants sont tués lors de frappes aériennes américaines sur des camps de l'État islamique en Syrie[49].

### Novembre
- 11 novembre : L'armée américaine lance des frappes sur neuf sites répartis sur deux sites en Syrie, visant les milices soutenues par l'Iran impliquées dans de récentes attaques contre le personnel américain[50].
- 27 novembre : Hayat Tahrir al-Cham et les groupes alliés lancent une offensive militaire dans les gouvernorats d'Alep et d'Idleb[51].
- 29 novembre : Des rebelles anti-gouvernementaux entrent dans la ville d'Alep pour la première fois depuis 2016[52].

### Décembre
- 1er décembre : Des rebelles pro-turcs prennent la ville de Tall Rifaat aux forces kurdes[53].
- 3 décembre : Le savon d'Alep est reconnu par l'UNESCO comme patrimoine culturel immatériel[54].
- 5 décembre : La ville de Hama est prise par les rebelles à la suite d'une offensive[55].
- 6 décembre : La ville de Deir ez-Zor est prise par les rebelles kurdes à la suite d'une offensive[56].
- 7 décembre : Les villes de Deraa et de Soueïda sont prises par les rebelles à la suite d’une offensive rapide (en). Les insurgés pénètrent également dans les faubourgs de Damas[57].
- 8 décembre :
  - La ville de Homs et la capitale Damas tombent aux mains des forces rebelles, marquant la fin du régime du président Bachar al-Assad, qui fuit le pays et reçoit l'asile en Russie[58],[59].
- Le Premier ministre israélien Benyamin Netanyahou ordonne à l'armée israélienne de prendre le contrôle de la zone tampon qui la sépare des forces syriennes sur les hauteurs du Golan, en place depuis 1974 après l'effondrement du régime d'Assad[60].
- 9 décembre :
  - Les rebelles pro-turcs reprennent la ville de Manbij aux Forces démocratiques syriennes[61].
  - L'armée israélienne détruit plusieurs navires de la marine syrienne à la suite d'attaques contre les ports d'Al-Bayda et de Lattaquié[62].
- 10 décembre : Mohammed al-Bachir est nommé Premier ministre du gouvernement de transition à la suite de la démission de Mohammad Ghazi al-Jalali[63].
- 16 décembre : une fosse commune contenant dix-sept soldats de l'armée syrienne exécutés est découverte dans le désert syrien, près de Deir ez-Zor[64].
- 22 décembre : une fosse commune du régime d'Assad contenant les restes de 93 personnes est découverte à Qarfa, dans le gouvernorat de Deraa[65].
- 31 décembre : L'armée française mène des frappes aériennes sur deux positions de Daech au centre du pays dans le cadre de la coalition anti-jihadiste internationale. Il s'agit de la première frappe depuis septembre 2022[66].

## Décès
- 1er janvier : Riad al-Turk, 93 ans, dissident politique syrien[67].
- 1er avril : Mohammad Reza Zahedi, militaire iranien mort en Syrie
- 4 avril : Abou Maria al-Qahtani, djihadiste irakien mort en Syrie
- 28 novembre : Kioumars Pourhashemi, général iranien mort en Syrie
- 9 décembre : Ali Mahmoud (en), officier militaire[68].